# Bottom Line (песня)
«Bottom Line» — песня, записанная американской певицей Дайаной Росс, записанная для альбома Workin’ Overtime 1989 года. Автором песни стал Престон Гласс, а продюсировал запись Найл Роджерс.
Песня была выпущена в качестве третьего сингла с альбома, однако не имела никакого коммерческого успеха.

## Отзывы критиков
Пол Д. Грейн из Los Angeles Times отметил «очень яркую» «Bottom Line» как «действительно стильную, мелодичную поп-песню, которая заслуживает того, чтобы стать следующим синглом альбома». В Billboard написал: «На этот раз верховная дива надела свои туфли нью-джек, работая сверхурочно».

## Список композиций
7"-сингл, MC-сингл
1. «Bottom Line» — 3:58
2. «Bottom Line» (Instrumental) — 5:04

CD-сингл
1. «Bottom Line» — 3:58

12"-сингл
1. «Bottom Line» (Extended Remix) — 6:40
2. «Bottom Line» (7" Remix) — 3:58
3. «Bottom Line» (LP Version) — 4:01

12"-сингл
1. «Bottom Line» (7" Remix) — 3:58
2. «Bottom Line» (Extended Remix) — 6:40
3. «Bottom Line» (LP Version) — 4:01
4. «Bottom Line» (Instrumental) — 4:58